# Jumuʿa

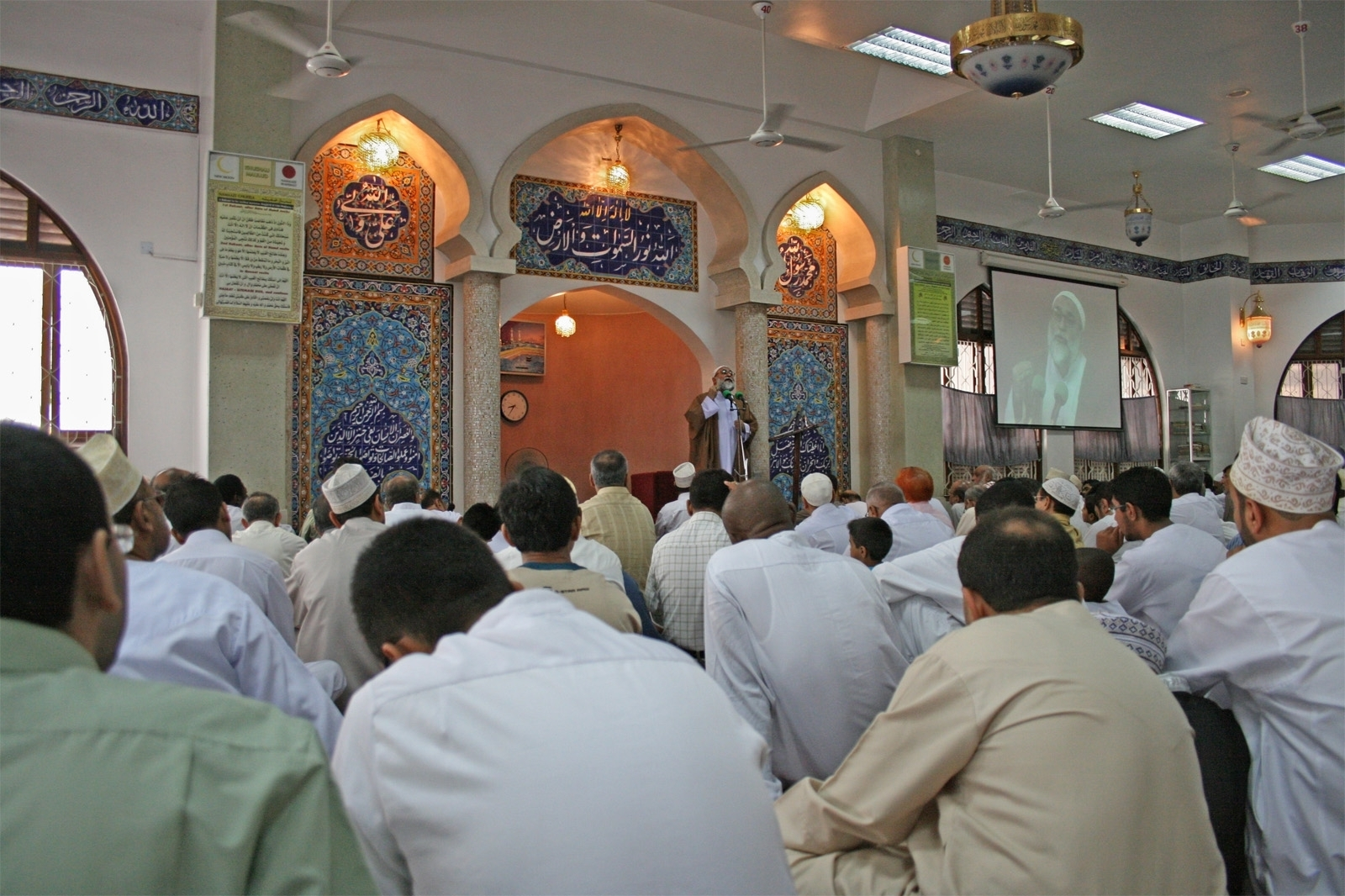
Fedeli musulmani seguono il sermone alla preghiera del venerdì

La Jumuʿa (in arabo ﺟﻤﻌـة‎?), o Salat al-jumu'a (in arabo صلاة الجمعة‎?), ossia "preghiera del venerdì", è il nome che viene dato alla preghiera comunitaria, detta ṣalāt al-dhuhr, che i musulmani effettuano ogni venerdì, subito dopo mezzogiorno.
La jumu'a, che è preceduta da un sermone diretto da un imam, inizia con il richiamo alla preghiera lanciato dal muezzin: l'adhān, (in arabo أَذَان‎?).
I musulmani praticanti seguono con grande partecipazione questa liturgia e particolarmente il sermone (khuṭba) dell'imam.